# 聂品洁
聂品洁（1988年6月12日—），中华台北游泳运动员，主攻项目为女子自由式和混合式，毕业于国立台湾师范大学。代表台灣队参加了两届奥运会。并在第三十七届全国大专院校运动会中获得八面金牌，得到了“八金女王”的称号。

## 奥运会成绩
- 2008年夏季奥林匹克运动会
  - 女子100米自由式：57秒28（未晋级）
- 2004年夏季奥林匹克运动会
  - 女子50米自由式：27秒09（未晋级）